# Relaciones China-México
Las relaciones entre la República Popular China y  los Estados Unidos Mexicanos son relaciones exteriores entre ambos países. Las relaciones diplomáticas se establecieron en 1972 y ambas naciones son miembros del Foro de Cooperación de Asia Oriental y América Latina, del Foro de Cooperación Económica Asia-Pacífico, del G-20 y de las Naciones Unidas.

## Historia

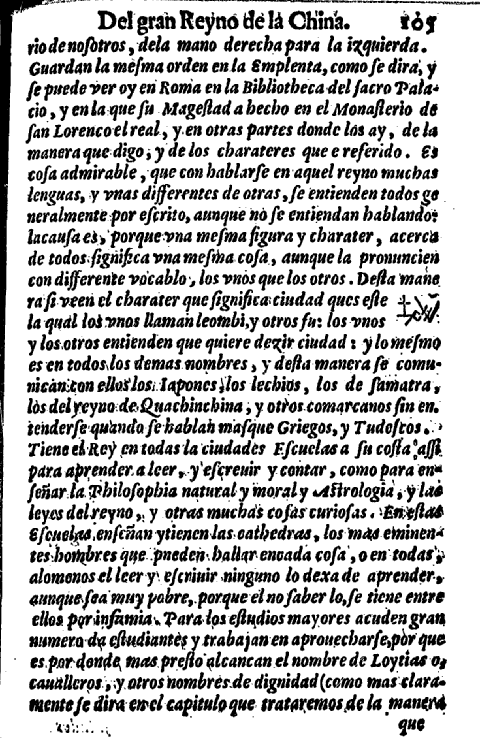
La obra hecho por agustino Juan González de Mendoza pudo haber sido el primer libro publicado en Europa (1585) que contiene (un intento de reproducción de los) caracteres chinos. Aquí, al parecer, Mendoza intenta dibujar el carácter 城 ("ciudad").

El contacto entre China y México se remonta a los primeros días del Imperio Colonial Español en América y en las Filipinas. Del siglo XVI al XVII, personas, bienes y noticias viajaban entre China y España, principalmente por medio de Manila a Acapulco por el Galeón de Manila. Los dos primeros galeones cargados con productos chinos llegaron desde las Filipinas hasta Acapulco en 1573.
Los “Pesos de ocho” fueron de particular importancia para el comercio entre el Imperio Colonial Español y las Dinastías Ming y Qing de China; estas monedas eran de plata fina, acuñadas en México con plata mexicana. Incluso después de la Independencia de México y la pérdida de Filipinas, los pesos mexicanos se mantuvieron en el sistema monetario de China. A finales de la Dinastía Qing, estos se convirtieron en la norma relativa para las monedas de plata que la China provincial empezó a producir.
Esta conexión histórica entre los dos países es atestiguada por dos importantes libros en español (pronto traducidos a otros idiomas principales de Europa) que fueron de la autoría de eclesiásticos españoles establecidos en México: Juan González de Mendoza, "La historia de la gran y poderoso reino de China y la situación de la misma" (1585); y Juan de Palafox y Mendoza "La Historia de la Conquista de China por los Tártaros" (publicado póstumamente en 1670).
En diciembre de 1899, China y México establecieron formalmente relaciones diplomáticas después de firmar un Tratado de Amistad, Comercio y Navegación. En un principio los diplomáticos mexicanos en China tenían su residencia en Japón. En 1904, México abrió su primera misión diplomática en Pekín y mantuvo una misión diplomática en diferentes ciudades (Nankín y Shanghái), que se vio obligado a desplazar durante diversas guerras e inestabilidad, hasta que la misión fue finalmente cerrada debido a la invasión japonesa en 1941. Para 1942, México reabrió una misión diplomática en la ciudad de Chongqing y en 1943 las misiones diplomáticas entre ambas naciones fueron elevadas a rango de embajadas.
En 1971, México decidió romper las relaciones diplomáticas formales con la República de China (Taiwán) después de la aprobación exitosa de la Resolución de 2758 en las Naciones Unidas, reconociendo a la República Popular China como el único representante legítimo de China ante las Naciones Unidas. El 14 de febrero de 1972, la República Popular de China y México establecieron relaciones diplomáticas. México se convirtió en el cuarto país de América Latina en establecer relaciones formales con China. El presidente mexicano Luis Echeverría Álvarez se convirtió en el primer jefe de Estado mexicano en visitar a China en 1973 y se reunió con el presidente chino Mao Zedong.
El 5 de diciembre de 1986, el presidente Miguel de la Madrid se reunió en Pekín con el primer ministro chino, Zhao Ziyang, en una cena ofrecida en su honor, por lo cual De la Madrid dio un discurso.
En 2005, el presidente chino, Hu Jintao llegó a México prometiendo una mayor inversión en la industria automotriz y la exportación de minerales. En julio de 2008, el presidente mexicano, Felipe Calderón Hinojosa correspondió con una visita a Pekín en un intento por mejorar el comercio bilateral. Sin embargo, China se ha centrado más en los productores de materias primas de América del Sur como Brasil y Chile para alimentar su economía de exportación. En 2008, México exportó más de $2 mil millones de dólares de productos a China, mientras que la importación rebasaba los $34 mil millones de dólares; incluyendo ropa, electrónica y baratijas turísticas.

### 2009 - Pandemia de fiebre porcina
En 2009, a raíz de los temores de una pandemia de gripe porcina en todo el mundo, que se cree que comenzó en México, las relaciones entre los dos países se enfriaron considerablemente con la decisión de China de poner en cuarentena a alrededor de setenta ciudadanos mexicanos; a pesar de que ninguno de ellos mostraba síntomas del virus. El gobierno mexicano respondió con indignación a pesar de que China impuso las mismas medidas a cuatro ciudadanos estadounidenses y a más de veinte de Canadá; esta acción fue apodada como un “acto discriminatorio”. La secretaria de Relaciones Exteriores de México, Patricia Espinosa utilizó términos como "inaceptable" y "sin fundamento" para dicho acontecimiento, incluso aconsejó a sus compatriotas no viajar a China.
China repudió las acusaciones, basando su defensa en acciones estrictamente médicas. Sólo un mexicano, en Hong Kong, fue diagnosticado con el virus. El 5 de mayo de 2009, el gobierno chino advirtió a sus ciudadanos de no viajar a México; enviaron un avión desde Shanghái a recoger a 100 de sus ciudadanos (principalmente turistas, estudiantes y empresarios) en México, donde ya se habían relacionado 22 muertes con la gripe porcina; los individuos con nacionalidad china se escondieron en hoteles del norte durante algunos días esperando la oportunidad de salir. Los chinos de ninguna manera fueron los únicos en tomar tales medidas, sin embargo Reuters describió el éxodo de este modo:
A pesar de que México dijo que la crisis de la gripe parece estar disipándose y se preparaba para volver a abrir los negocios cerrados, los nacionales chinos usaron máscaras faciales a bordo de un jet chino que hizo escala en la Ciudad de México y la ciudad norteña de Tijuana.
A pesar de esto, el deseo mutuo de incrementar el comercio bilateral y aumentar el envío de materias primas mexicanas a China sugirió que las tensiones diplomáticas serían sólo temporales. Esto no debería afectar la relación a mediano plazo, ya que estamos hablando de una reacción exagerada de ambos lados, dijo Enrique Dussel, experto en el comercio México-China, de la Universidad Nacional Autónoma de México.
Pero Reuters citó a Dan Erikson, analista del Diálogo Interamericano, con sede en Washington D. C. señalando que: De todos los principales países de América Latina, China tiene la relación más tensa con México. La crisis de la gripe porcina sólo ha puesto de manifiesto una vez más que no han construido la asociación que ambos países dicen que quieren. Hay mucha ignorancia mutua y no hay un marco estratégico. Esto sólo muestra que hay una gran cantidad de trabajo por hacer [...].

### 2016 - Elección presidencial en los Estados Unidos
Después de la elección de Donald Trump, China y México se comprometieron a profundizar sus relaciones diplomáticas. El 12 de diciembre de 2016, el Consejero de Estado Chino, Yang Jiechi, se reunió con la secretaria de Relaciones Exteriores de México, Claudia Ruiz Massieu Salinas, para hablar sobre la mejora del transporte y el comercio entre sus países. En julio de 2019, el Secretario de Relaciones Exteriores de México, Marcelo Ebrard, viajó a China para dar un renovado impulso al comercio y la inversión productiva, a partir del cercano diálogo político entre ambos países.

### Relaciones en la década de 2020
En 2021, el presidente mexicano Andrés Manuel López Obrador se disculpó por el papel de su país en la Matanza de chinos de Torreón donde más de 300 chinos mexicanos fueron masacrados en 1911 en la ciudad norteña de Torreón durante un acto de racismo no provocado hacia la comunidad asiática de México.
En junio de 2022, ambas naciones celebraron 50 años de relaciones diplomáticas. En noviembre de 2023, el presidente López Obrador y el presidente Xi sostuvieron una reunión durante la Cumbre APEC en San Francisco.

## Visitas de alto nivel

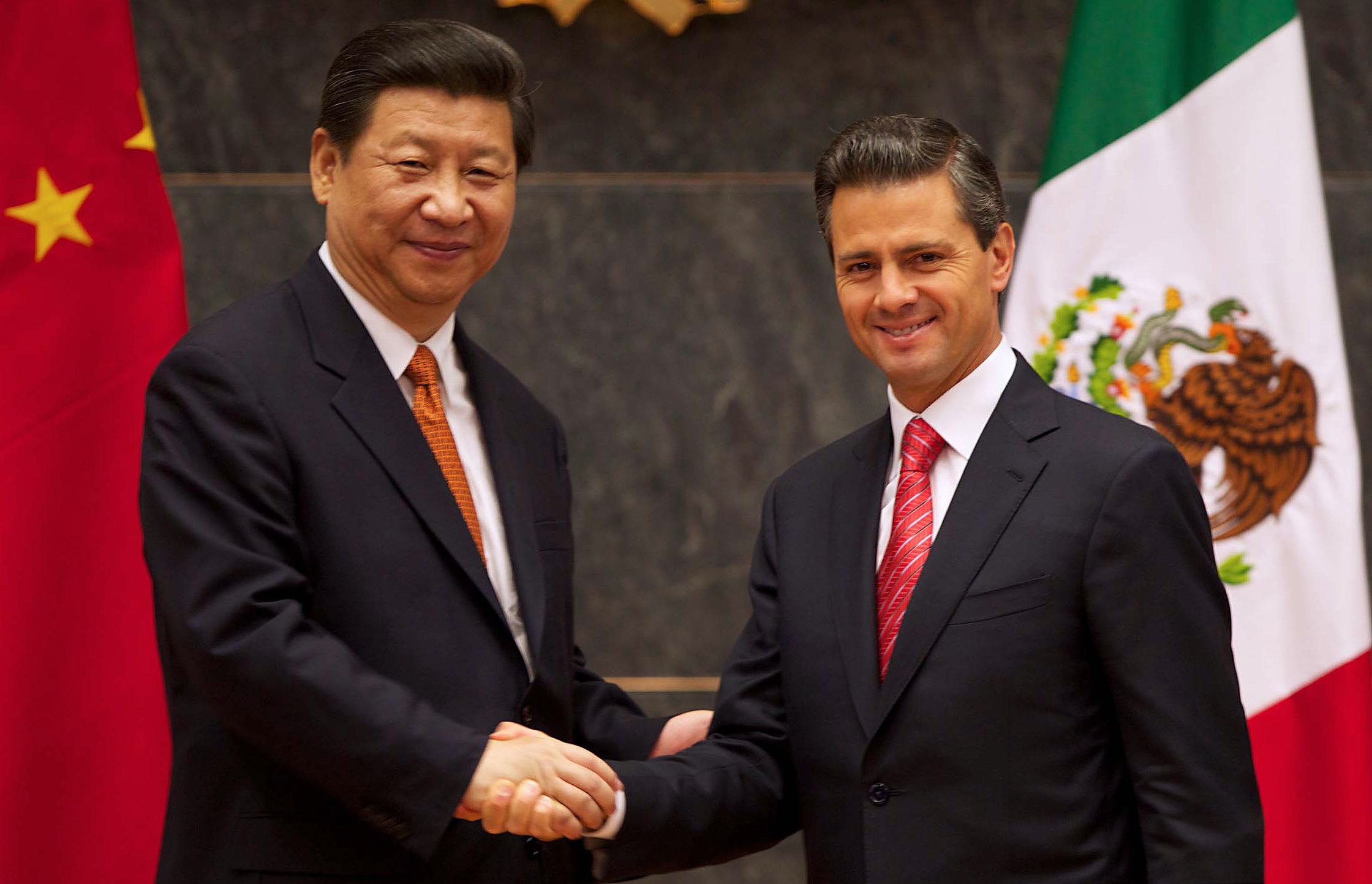
El presidente mexicano, Enrique Peña Nieto junto con el presidente chino Xi Jinping en la Ciudad de México, durante la visita de estado del presidente Xi al país en junio de 2013.

Visitas de alto nivel de China a México
- Primer ministro Zhao Ziyang (1981)
- Presidente Yang Shangkun (1990)
- Primer ministro Li Peng (1995)
- Presidente Jiang Zemin (1997, 2002)
- Primer ministro Wen Jiabao (2003)
- Presidente Hu Jintao (2005, 2012)
- Presidente Xi Jinping (2013)

Visitas de alto nivel México a China
- Presidente Luis Echeverría Álvarez (1973)
- Presidente José López Portillo (1978)
- Presidente Miguel de la Madrid (1986)
- Presidente Carlos Salinas de Gortari (1993)
- Presidente Ernesto Zedillo (1996)
- Presidente Vicente Fox (junio y octubre de 2001)
- Presidente Felipe Calderón (2008)
- Presidente Enrique Peña Nieto (2013, 2014, 2016, 2017)

El presidente José López Portillo y el Primer ministro Zhao Ziyang asistiendo a la Cumbre Norte-Sur en Cancún; Octubre de 1981.
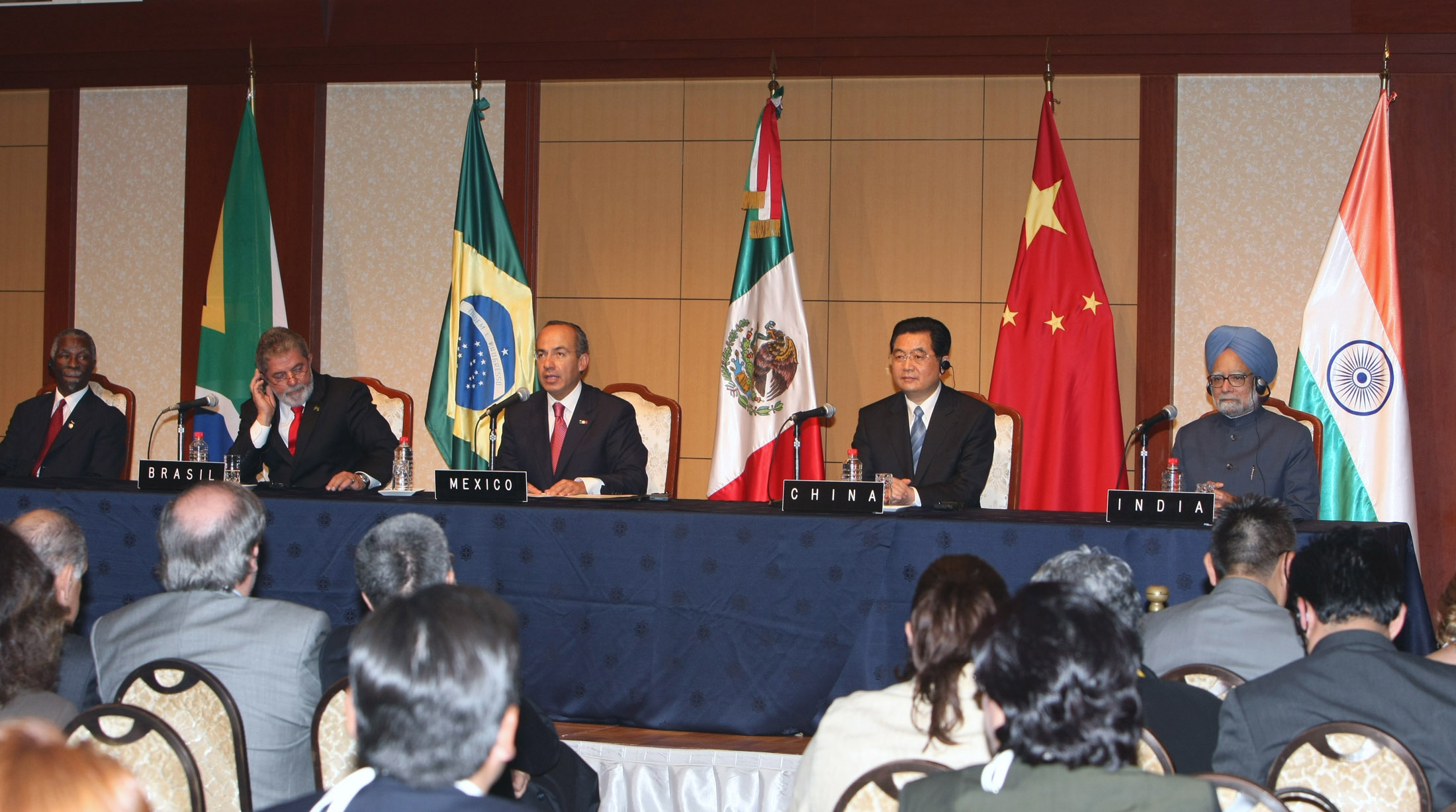
El presidente Felipe Calderón y el presidente Hu Jintao en la Cumbre del G-8 en Sapporo, Japón; julio de 2008.

## Acuerdos Bilaterales
Ambas naciones han firmado numerosos acuerdos bilaterales, como;
- Acuerdo de Comercio (1973);
- Acuerdo de Cooperación Turística (1978);
- Acuerdo de Intercambios Culturales (1978);
- Acuerdo Consular (1986);
- Acuerdo de Cooperación Técnica y Científica (1989);
- Acuerdo sobre transporte aéreo (2004);
- Acuerdo sobre Transporte Marítimo (2005);
- Tratado sobre Asistencia Jurídica Mutua en materia Penal (2005);
- Acuerdo para Evitar la Doble Imposición y Prevenir la Evasión Fiscal en materia de Impuestos sobre la Renta (2005);
- Acuerdo en materia de Medidas de Remedio Comercial (2008);
- Acuerdo para la Promoción y Protección Recíproca de Inversiones (2008);
- Tratado de Extradición (2008);
- Acuerdo de Reconocimiento de Estudios, Títulos y Grados Académicos (2010);
- Acuerdo para Cooperación en Materia de Protección, Preservación, Devolución y Restitución de Bienes Culturales y Prevención del Robo, Excavación Clandestina e Importación y Exportación Ilícitas de Bienes Culturales (2012);
- Acuerdo de Asistencia Administrativa Mutua en Materia Aduanera (2012);
- Memorando de entendimiento entre la Secretaría de Relaciones Exteriores de México y el Ministerio de Ciencia y Tecnología de China sobre Fortalecimiento de la Cooperación en Tecnología Avanzada y Nueva y su Industrialización (2014);
- Acuerdo de cooperación en convocatoria conjunta de proyectos de investigación en Ciencia y Tecnología (2014);
- Memorándum de entendimiento y cooperación entre Corporación Nacional de Petróleo de China y Pemex (2014);
- Memorándum de entendimiento entre la Secretaría de Economía de México y la Comisión Nacional de Desarrollo y Reforma de China para la Promoción de la Inversión y la Cooperación Industrial (2014);
- Memorándum de Entendimiento sobre la Trazabilidad del Tequila (2015);
- Memorándum de Entendimiento sobre Cooperación Agrícola (2015);
- Memorándum de Entendimiento para el intercambio electrónico de certificados de importación y exportación de productos de la agricultura, la acuicultura y la pesca (2015);
- Acuerdo para el Protocolo de Requisitos Fitosanitarios para la Exportación de Maíz de México a China (2015);
- Acuerdo para las Condiciones de Inspección, Cuarentena y Salud Veterinaria para Exportar Carne Bovina Congelada de México a China (2015)
- Memorándum de Entendimiento sobre Cooperación en Asuntos de Propiedad Industrial (2015) (entre otros).

## Turismo y viajes
En 2019, aproximadamente 170,000 ciudadanos chinos visitaron México por turismo. Los titulares de pasaportes de Hong Kong y de Macao no necesitan visa para visitar México (los titulares de pasaportes de China continental requieren visa). Existen vuelos comerciales entre ambas naciones con China Southern Airlines y Hainan Airlines. Varias aerolíneas ofrecen servicios de carga directos entre ambas naciones.

## Comercio
China es el segundo socio comercial de México a nivel mundial. Como resultado del nearshoring China ha invertido fuertemente en México para aprovechar la proximidad geográfica de México y el acuerdo de libre comercio con los Estados Unidos a través del T-MEC. En 2023, el comercio bilateral entre ambas naciones ascendió a $123 mil millones de dólares (no incluye comercio entre México con Hong Kong o Maco). Desde enero de 1999 hasta diciembre de 2023, México ha recibido un total de $2.5 mil millones de dólares en inversión extranjera directa china. Varias empresas multinacionales chinas operan en México, como Hisense, Huawei, JAC Motors, Lenovo y ZTE (entre otros). Al mismo tiempo, varias empresas multinacionales mexicanas operan en China como Gruma, Grupo Bimbo, Nemak y Softtek (entre otros).

## Hong Kong
Mientras México era parte del Imperio español, el comercio entre España y China atravesaría México con el Galeón de Manila. Los barcos cargados con mercancías procedentes de México harían escala principalmente en Macao, donde puede haber tenido lugar comercio con puertos cercanos, incluido Hong Kong. Esos bienes luego regresarían a México, antes de ser transferidos a España.
En 1962, el presidente mexicano Adolfo López Mateos hizo una escala de una noche en Hong Kong (en ese entonces una colonia británica) y fue recibido por representantes del gobierno local. En 1966, México abrió un consulado-general en Hong Kong.
En octubre de 2002, el jefe ejecutivo de Hong Kong, Tung Chee-hwa, realizó una visita a México para asistir a la Cumbre APEC en Los Cabos. En abril de 2013, el presidente mexicano Enrique Peña Nieto realizó una visita a Hong Kong, la primera visita de un jefe de Estado mexicano a la ciudad como región administrativa especial. Durante su visita, el presidente Peña Nieto se reunió con el jefe Ejecutivo Leung Chun-ying y discutieron aumentando del comercio entre México y Hong Kong. El presidente Peña Nieto también se reunió con empresarios y autoridades monetarias y financieras de la ciudad. En agosto de 2015, el secretario de Comercio y Desarrollo Económico de Hong Kong, Gregory So, realizó una visita a México.
Hay vuelos de directos de carga con Cathay Pacific entre Hong Kong y México.

### Acuerdos Bilaterales
México y Hong Kong han firmado algunos acuerdos bilaterales, como un Acuerdo para la Supresión de visas para titulares de Pasaportes Ordinarios (2004); Acuerdo sobre el Transporte Aéreo (2006); Convenio para Evitar la Doble Imposición y Prevenir la Evasión Fiscal en Materia del Impuesto a la Renta (2012); y un Acuerdo para la Promoción y Protección Recíproca de Inversiones (2020).

### Comercio
En 2023, el comercio bilateral entre México y Hong Kong ascendió a $1.6 mil millones de dólares. Los principales productos de exportación de Hong Kong incluyen: circuitos electrónicos integrados y otros equipos electrónicos diversos; vehículos de motor, aluminio, productos de hierro y acero, productos químicos, ropa, joyería, y productos alimenticios. Los principales productos de exportación de México incluyen: teléfonos y teléfonos móviles, circuitos electrónicos integrados, carne vacuna y pescado, minerales, vehículos de motor, chatarra, prendas de vestir, y verduras.

## Macao
El primer contacto entre México y Macao se produjo cuando barcos del galeón de Manila visitaban el puerto de Macao portugués. Poco después de la matanza de Torreón y la expulsión de hombres mexicanos de ascendencia china (acompañados por sus esposas e hijos nacidos en México) en la década de 1930 de los estados norteños de Sonora y Sinaloa; muchos de la comunidad fueron enviados a la provincia de Cantón antes de establecerse en Macao, lo que parecía familiar para muchos mexicanos-chinos ya que el territorio era administrado por los portugueses y el idioma portugués era similar al español, así como la religión católica lo cual era la fe predominante en el territorio. Pasarían al menos 30 años antes de que a los expulsados se les permitiera regresar a México.
El consulado-general de México en Hong Kong mantiene presencia periódicamente en Macao y existen canales de diálogo con las autoridades locales.

### Acuerdos Bilaterales
Desde 2008, México y Macao cuentan con un Acuerdo para la Eliminación de Visas para titulares de Pasaportes Ordinarios.

### Comercio
En 2023, el comercio bilateral entre Macao y México ascendió a $26.7 millones de dólares. Los principales productos de exportación de Macao incluyen: piezas eléctricas, piezas y accesorios para vehículos de motor, plástico, prendas de vestir, y antibióticos. Los principales productos de exportación de México incluyen: teléfonos y teléfonos móviles, y consolas de videojuegos.

## Misiones diplomáticas residentes
- China tiene una embajada en la Ciudad de México y un consulado-general en Tijuana.[28]
- México tiene una embajada en Pekín y consulados-generales en Guangzhou, Hong Kong y Shanghái.[29]

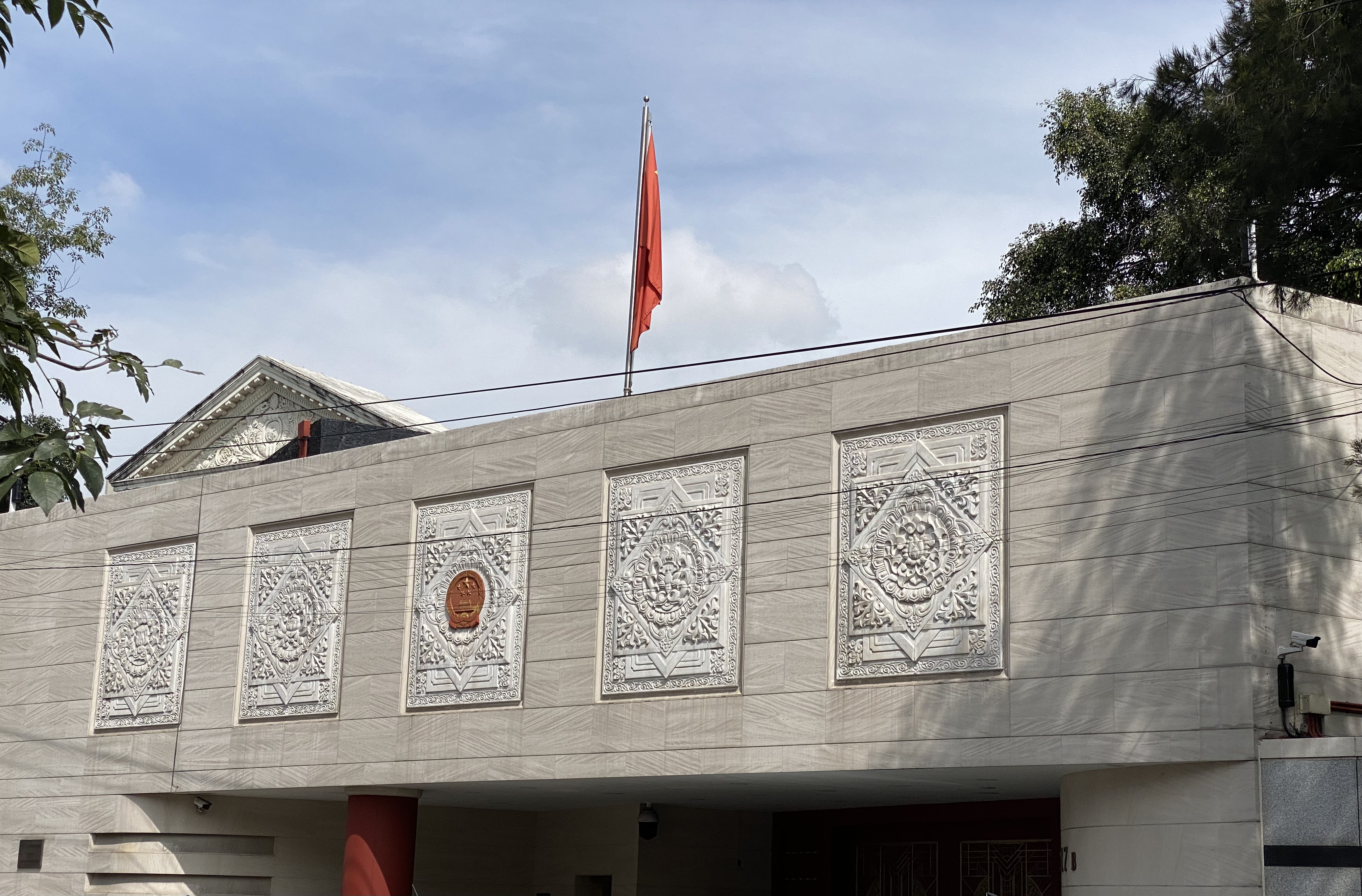
Embajada de China en la Ciudad de México
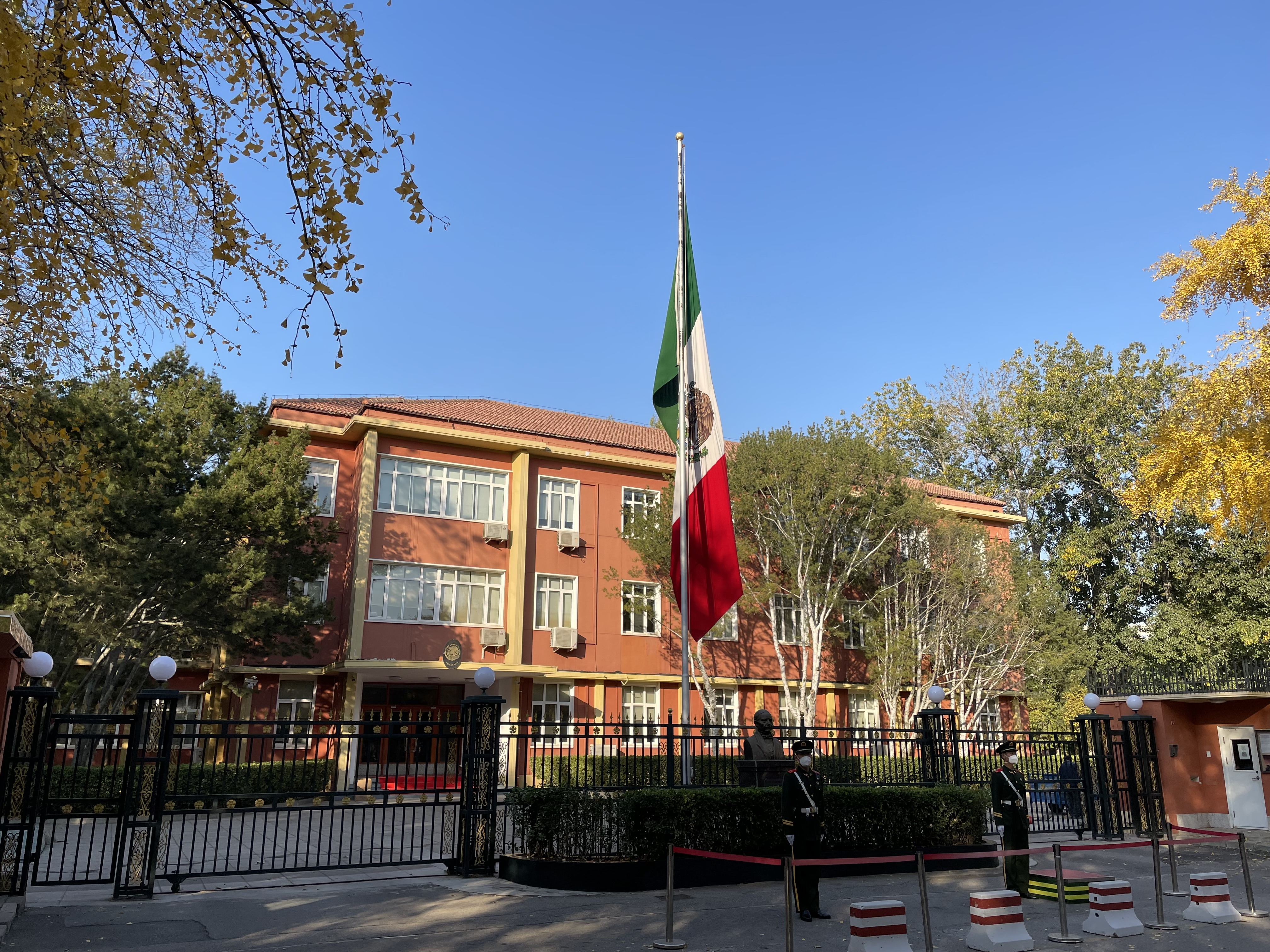
Embajada de México en Pekín